# Кир (патриарх Константинопольский)
Кир (ум. 714) — константинопольский патриарх (705—711).

## Биография
До своего патриаршества Кир был иеромонахом и игуменом одного монастыря, который находился в городе Амастрида.
По настоянию императора Юстиниана II, Кир был возведен на патриарший престол в сентябре 705 года. Патриарх Никифор I утверждает, что Кир был 70-м епископом Константинопольской кафедры.
Во время своего патриаршества Кир защищал постановления Пятого и Шестого Вселенских соборов, и тем самым боролся против сторонников монофелитства. Кроме этого Кир старался преодолеть раскол между Константинополем и Римом, причиной которого был отказ папы Сергия I (687—701) признать решения Трулльского Собора (691—692).
В свое время Кир отлучил от Церкви князя Смбата Багратуни, который по причине конфликта с императором, разграбил город Фасис.
В 711 году Филиппик Вардан убил императора и захватил себе власть. Сразу же после этого Кир был низложен с патриаршей должности и сослан в монастырь Хора. В том же монастыре Кир умер в 714 году.

## Память
В Православной церкви Кир почитается в лике святителей. Память ему празднуется 21 января.